# Hugues Ier de Champagne
Pour les articles homonymes, voir Hugues Ier.
Hugues Ier de Champagne (né en 1074 et peut-être mort en 1126), est le troisième fils du comte Thibaut Ier de Champagne (Thibaud III de Blois) et d'Alix de Valois, comtesse de Bar-sur-Aube.

## Biographie
En janvier 1093, à la mort de son frère Eudes III de Troyes, il devient comte de Troyes, de Vitry et Bar-sur-Aube. En 1102, il se dit premier comte de Champagne, bien qu'il ne tienne pas le comté en entier.

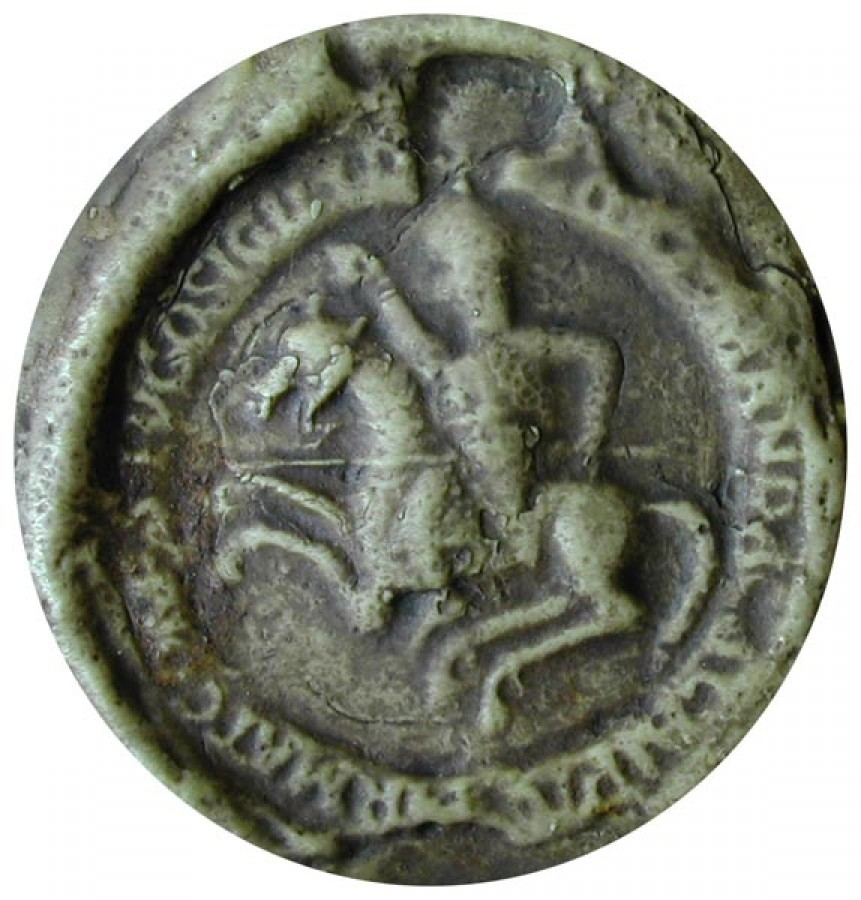
Sceau de Hugues Ier, comte de Champagne (vers 1093-1125).

En 1103, une tentative d'assassinat oblige le comte à recevoir les soins des moniales de l'abbaye Saint-Pierre d'Avenay. Miraculé, il assiste et donne son consentement en 1104 à une charte du duc Hugues II de Bourgogne en faveur du prieuré Saint-Marcel de Fleurey-sur-Ouche. N'ayant pas participé à la première croisade, il part cette même année une première fois en Palestine et rentre en 1107. En août 1114, il repart en Terre sainte accompagné de Hugues de Payns. Ce dernier est l'un des fondateurs et maître de l'ordre du Temple en 1118 à Jérusalem.
Revenu en 1116, le comte favorise l'expansion de l'abbaye de Clairvaux fondée en partie grâce à ses fonds par saint Bernard de Clairvaux. En 1125, il abdique, transmet son héritage à son neveu Thibaut II de Champagne - Thibaut IV de Blois et rejoint l'ordre du Temple en Terre sainte.
Il meurt en Palestine mais l'année de sa mort n'est pas connue avec certitude. Un obituaire de la cathédrale de Chartres précise qu'il est mort en 1126. Pourtant, il est cité en témoin d'un acte de donation daté de 1130, réalisé par le prieur du Saint-Sépulcre à l'intention de l'abbaye de Josaphat. La nature de cette seconde source, confortée par sa situation géographique, tendrait à soutenir la thèse d'un décès postérieur à 1130.

### Politique comtale et postérité
Sur le plan territorial, ses relations avec son beau-père le roi Philippe Ier lui offrent la garantie de pouvoir agir librement dans les comtés de Vitry et de Troyes qui lui ont été attribués par la Maison de Blois. Il permet à deux féodaux français de tenir des fonctions importantes : Manasses, frère du sire de Nangis (Brie française), tient la châtellenie de Villemaure-sur-Vanne (1103) ; Milon de Montlhéry devient vicomte de Troyes (sa forteresse deviendra le "Beuffroy", à l'Ouest de la ville commerçante en devenir). La bonne entente du comte Hugues avec son frère l'évêque de Châlons-en-Champagne sont tout aussi pacifiques et l'autorisent à éliminer ses co-héritiers au sein du comté de Bar-sur-Aube (échu de son oncle maternel mort en 1082) permettant de se faire très insistant auprès du comte de Brienne (1104) et de sires de Vendeuvre-sur-Barse (1121). Les comtés de Rosnay et d'Arcis(-sur-Aube) disparaissent respectivement après 1114 et 1126. En 1102, le port du titre de comte de Champagne, manifestement autorisé par son beau-père, permet d'afficher l'apparition d'une nouvelle construction politique au sein du royaume. 
Sur le plan religieux, il n'aide en aucune façon Clairvaux, abbaye fondée en 1115 sur les terres données par le vicomte de La-Ferté-sur-Aube, féodal récemment entré dans la vassalité de son père[réf. nécessaire]. Les premières filles de Clairvaux se font aux abords des comtés de Tonnerre-Auxerre (Pontigny) et chez son neveu comte de Blois (Preuilly). Il n'aide pas plus l'abbaye de Vauluisant, dont l'achèvement de la fondation est transféré par les moines de Pontigny au plus tard en 1127 aux moines de Preuilly (date de l'inauguration de l'église abbatiale achevée). Par contre, il sanctionne le lignage de Pont-sur-Seine (capitale du Morvois) qui a eu l'audace de capturer l'évêque d'Arras se rendant au concile de Clermont en 1095. Le comte s'adjuge Pont-sur-Seine, sa rive droite, et ses abords (futur siège de douaires des comtesses de Champagne). Il fait venir de Châlons-en-Champagne le chevalier Milon (fils de Fréhier ?) à qui il confie la châtellenie de Nogent-sur-Seine (avant 1127) qui s'allonge du cours de la Seine jusqu'aux coteaux surplombant celui de la Vanne. 
À Troyes, sur le plan économique, le canal de La Moline est achevé en 1121. L’édification des remparts de la ville neuve (5,2 km) est terminée en 1125. Le poids public génère de gros revenus. En 1114, les troupeaux du monastère de Montier-la-Celle y sont vendus ordinairement. 
Ces éléments permettent d'assurer que le comte Hugues a mené une politique indépendante originale, distincte de celle de son neveu et héritier Thibault le Grand. Ce n'est qu'après son abdication que les domaines blésois (Provins, Montereau, Meaux) et champenois (Troyes, Vitry, Bar-sur-Aube) seront unis, non sans résistance de ces derniers qui n'ont jamais adhéré au bellicisme irrédentiste de Thibault le Grand. 

### Vie privée
Il eut pour épouses :
- en 1094, Constance de France (morte en 1125), fille du roi Philippe Ier de France. Ce mariage fut annulé en 1105 faute d'enfants ;
- en 1110, Isabelle de Bourgogne (ou Elisabeth de Varais[7]), fille du comte Étienne Ier de Bourgogne dit Tête Hardie. En 1123, Isabelle donne tardivement naissance à un fils prénommé Eudes de Champlitte. Hugues ne reconnaît pas l'enfant et chasse la mère et son fils.

## Généalogie simplifiée
: Comte de Blois

 : Comte de Troyes ou de Meaux, puis de Champagne

 : Comte de Tours
|  |  |                  |                  |                  |                  |                  |                  |  |  |                 |                 |                   |                   |                   |                   |                   |                   |                      |                      |                      |                      |                      |                      |                       |                       |                       |                       |                       |                       |                     |                     |                     |                     |                      |                      |                       |                       |                       |                       |                       |                       |                   |                   |                     |                     |                       |                       |                       |                       |                       |                       |            |            |            |            |                          |                          |                          |                          |                          |                          |                         |                         |                             |                             |                             |                             |                             |                             |                             |                             |                             |                             |                             |                             |                      |                      |                      |                      |                      |                      |  |  |  |  |  |  |  |  |
|  |  |                  |                  |                  |                  |                  |                  |  |  |                 |                 | Eudes II de Blois | Eudes II de Blois | Eudes II de Blois | Eudes II de Blois | Eudes II de Blois | Eudes II de Blois |                      |                      |                      |                      |                      |                      | Ermengarde d'Auvergne | Ermengarde d'Auvergne | Ermengarde d'Auvergne | Ermengarde d'Auvergne | Ermengarde d'Auvergne | Ermengarde d'Auvergne |                     |                     |                     |                     |                      |                      |                       |                       | Raoul IV de Vexin     | Raoul IV de Vexin     | Raoul IV de Vexin     | Raoul IV de Vexin     | Raoul IV de Vexin | Raoul IV de Vexin |                     |                     | Aélis de Bar-sur-Aube | Aélis de Bar-sur-Aube | Aélis de Bar-sur-Aube | Aélis de Bar-sur-Aube | Aélis de Bar-sur-Aube | Aélis de Bar-sur-Aube |            |            |            |            |                          |                          |                          |                          |                          |                          |                         |                         |                             |                             |                             |                             |                             |                             |                             |                             |                             |                             |                             |                             |                      |                      |                      |                      |                      |                      |  |  |  |  |  |  |  |  |
|  |  |                  |                  |                  |                  |                  |                  |  |  |                 |                 | Eudes II de Blois | Eudes II de Blois | Eudes II de Blois | Eudes II de Blois | Eudes II de Blois | Eudes II de Blois |                      |                      |                      |                      |                      |                      | Ermengarde d'Auvergne | Ermengarde d'Auvergne | Ermengarde d'Auvergne | Ermengarde d'Auvergne | Ermengarde d'Auvergne | Ermengarde d'Auvergne |                     |                     |                     |                     |                      |                      |                       |                       | Raoul IV de Vexin     | Raoul IV de Vexin     | Raoul IV de Vexin     | Raoul IV de Vexin     | Raoul IV de Vexin | Raoul IV de Vexin |                     |                     | Aélis de Bar-sur-Aube | Aélis de Bar-sur-Aube | Aélis de Bar-sur-Aube | Aélis de Bar-sur-Aube | Aélis de Bar-sur-Aube | Aélis de Bar-sur-Aube |            |            |            |            |                          |                          |                          |                          |                          |                          |                         |                         |                             |                             |                             |                             |                             |                             |                             |                             |                             |                             |                             |                             |                      |                      |                      |                      |                      |                      |  |  |  |  |  |  |  |  |
|  |  |                  |                  |                  |                  |                  |                  |  |  |                 |                 |                   |                   |                   |                   |                   |                   |                      |                      |                      |                      |                      |                      |                       |                       |                       |                       |                       |                       |                     |                     |                     |                     |                      |                      |                       |                       |                       |                       |                       |                       |                   |                   |                     |                     |                       |                       |                       |                       |                       |                       |            |            |            |            |                          |                          |                          |                          |                          |                          |                         |                         |                             |                             |                             |                             |                             |                             |                             |                             |                             |                             |                             |                             |                      |                      |                      |                      |                      |                      |  |  |  |  |  |  |  |  |
|  |  |                  |                  |                  |                  |                  |                  |  |  |                 |                 |                   |                   |                   |                   |                   |                   |                      |                      |                      |                      |                      |                      |                       |                       |                       |                       |                       |                       |                     |                     |                     |                     |                      |                      |                       |                       |                       |                       |                       |                       |                   |                   |                     |                     |                       |                       |                       |                       |                       |                       |            |            |            |            |                          |                          |                          |                          |                          |                          |                         |                         |                             |                             |                             |                             |                             |                             |                             |                             |                             |                             |                             |                             |                      |                      |                      |                      |                      |                      |  |  |  |  |  |  |  |  |
|  |  |                  |                  |                  |                  |                  |                  |  |  |                 |                 |                   |                   |                   |                   |                   |                   |                      |                      |                      |                      |                      |                      |                       |                       |                       |                       |                       |                       |                     |                     |                     |                     |                      |                      |                       |                       |                       |                       |                       |                       |                   |                   |                     |                     |                       |                       |                       |                       |                       |                       |            |            |            |            |                          |                          |                          |                          |                          |                          |                         |                         |                             |                             |                             |                             |                             |                             |                             |                             |                             |                             |                             |                             |                      |                      |                      |                      |                      |                      |  |  |  |  |  |  |  |  |
|  |  |                  |                  |                  |                  |                  |                  |  |  |                 |                 |                   |                   |                   |                   |                   |                   |                      |                      |                      |                      |                      |                      |                       |                       |                       |                       |                       |                       |                     |                     |                     |                     |                      |                      |                       |                       |                       |                       |                       |                       |                   |                   |                     |                     |                       |                       |                       |                       |                       |                       |            |            |            |            |                          |                          |                          |                          |                          |                          |                         |                         |                             |                             |                             |                             |                             |                             |                             |                             |                             |                             |                             |                             |                      |                      |                      |                      |                      |                      |  |  |  |  |  |  |  |  |
|  |  | Almodis de Blois | Almodis de Blois | Almodis de Blois | Almodis de Blois | Almodis de Blois | Almodis de Blois |  |  | Berthe de Blois | Berthe de Blois | Berthe de Blois   | Berthe de Blois   | Berthe de Blois   | Berthe de Blois   |                   |                   | Étienne II de Troyes | Étienne II de Troyes | Étienne II de Troyes | Étienne II de Troyes | Étienne II de Troyes | Étienne II de Troyes |                       |                       | Gersende du Maine     | Gersende du Maine     | Gersende du Maine     | Gersende du Maine     | Gersende du Maine   | Gersende du Maine   |                     |                     | Thibaud III de Blois | Thibaud III de Blois | Thibaud III de Blois  | Thibaud III de Blois  | Thibaud III de Blois  | Thibaud III de Blois  |                       |                       | Adèle de Valois   | Adèle de Valois   | Adèle de Valois     | Adèle de Valois     | Adèle de Valois       | Adèle de Valois       |                       |                       |                       |                       |            |            |            |            | Étienne Ier de Bourgogne | Étienne Ier de Bourgogne | Étienne Ier de Bourgogne | Étienne Ier de Bourgogne | Étienne Ier de Bourgogne | Étienne Ier de Bourgogne |                         |                         | Béatrice de Lorraine        | Béatrice de Lorraine        | Béatrice de Lorraine        | Béatrice de Lorraine        | Béatrice de Lorraine        | Béatrice de Lorraine        |                             |                             |                             |                             |                             |                             |                      |                      |                      |                      |                      |                      |  |  |  |  |  |  |  |  |
|  |  | Almodis de Blois | Almodis de Blois | Almodis de Blois | Almodis de Blois | Almodis de Blois | Almodis de Blois |  |  | Berthe de Blois | Berthe de Blois | Berthe de Blois   | Berthe de Blois   | Berthe de Blois   | Berthe de Blois   |                   |                   | Étienne II de Troyes | Étienne II de Troyes | Étienne II de Troyes | Étienne II de Troyes | Étienne II de Troyes | Étienne II de Troyes |                       |                       | Gersende du Maine     | Gersende du Maine     | Gersende du Maine     | Gersende du Maine     | Gersende du Maine   | Gersende du Maine   |                     |                     | Thibaud III de Blois | Thibaud III de Blois | Thibaud III de Blois  | Thibaud III de Blois  | Thibaud III de Blois  | Thibaud III de Blois  |                       |                       | Adèle de Valois   | Adèle de Valois   | Adèle de Valois     | Adèle de Valois     | Adèle de Valois       | Adèle de Valois       |                       |                       |                       |                       |            |            |            |            | Étienne Ier de Bourgogne | Étienne Ier de Bourgogne | Étienne Ier de Bourgogne | Étienne Ier de Bourgogne | Étienne Ier de Bourgogne | Étienne Ier de Bourgogne |                         |                         | Béatrice de Lorraine        | Béatrice de Lorraine        | Béatrice de Lorraine        | Béatrice de Lorraine        | Béatrice de Lorraine        | Béatrice de Lorraine        |                             |                             |                             |                             |                             |                             |                      |                      |                      |                      |                      |                      |  |  |  |  |  |  |  |  |
|  |  |                  |                  |                  |                  |                  |                  |  |  |                 |                 |                   |                   |                   |                   |                   |                   |                      |                      |                      |                      |                      |                      |                       |                       |                       |                       |                       |                       |                     |                     |                     |                     |                      |                      |                       |                       |                       |                       |                       |                       |                   |                   |                     |                     |                       |                       |                       |                       |                       |                       |            |            |            |            |                          |                          |                          |                          |                          |                          |                         |                         |                             |                             |                             |                             |                             |                             |                             |                             |                             |                             |                             |                             |                      |                      |                      |                      |                      |                      |  |  |  |  |  |  |  |  |
|  |  |                  |                  |                  |                  |                  |                  |  |  |                 |                 |                   |                   |                   |                   |                   |                   |                      |                      |                      |                      |                      |                      |                       |                       |                       |                       |                       |                       |                     |                     |                     |                     |                      |                      |                       |                       |                       |                       |                       |                       |                   |                   |                     |                     |                       |                       |                       |                       |                       |                       |            |            |            |            |                          |                          |                          |                          |                          |                          |                         |                         |                             |                             |                             |                             |                             |                             |                             |                             |                             |                             |                             |                             |                      |                      |                      |                      |                      |                      |  |  |  |  |  |  |  |  |
|  |  |                  |                  |                  |                  |                  |                  |  |  |                 |                 |                   |                   |                   |                   |                   |                   |                      |                      | Adèle de Normandie   | Adèle de Normandie   | Adèle de Normandie   | Adèle de Normandie   | Adèle de Normandie    | Adèle de Normandie    |                       |                       | Étienne II de Blois   | Étienne II de Blois   | Étienne II de Blois | Étienne II de Blois | Étienne II de Blois | Étienne II de Blois |                      |                      | Philippe de Champagne | Philippe de Champagne | Philippe de Champagne | Philippe de Champagne | Philippe de Champagne | Philippe de Champagne |                   |                   | Eudes III de Troyes | Eudes III de Troyes | Eudes III de Troyes   | Eudes III de Troyes   | Eudes III de Troyes   | Eudes III de Troyes   |                       |                       | Hugues Ier | Hugues Ier | Hugues Ier | Hugues Ier | Hugues Ier               | Hugues Ier               |                          |                          | Élisabeth de Bourgogne   | Élisabeth de Bourgogne   | Élisabeth de Bourgogne  | Élisabeth de Bourgogne  | Élisabeth de Bourgogne      | Élisabeth de Bourgogne      |                             |                             | Hugues de Beaumont          | Hugues de Beaumont          | Hugues de Beaumont          | Hugues de Beaumont          | Hugues de Beaumont          | Hugues de Beaumont          |                             |                             | Mathilde de La Ferté | Mathilde de La Ferté | Mathilde de La Ferté | Mathilde de La Ferté | Mathilde de La Ferté | Mathilde de La Ferté |  |  |  |  |  |  |  |  |
|  |  |                  |                  |                  |                  |                  |                  |  |  |                 |                 |                   |                   |                   |                   |                   |                   |                      |                      | Adèle de Normandie   | Adèle de Normandie   | Adèle de Normandie   | Adèle de Normandie   | Adèle de Normandie    | Adèle de Normandie    |                       |                       | Étienne II de Blois   | Étienne II de Blois   | Étienne II de Blois | Étienne II de Blois | Étienne II de Blois | Étienne II de Blois |                      |                      | Philippe de Champagne | Philippe de Champagne | Philippe de Champagne | Philippe de Champagne | Philippe de Champagne | Philippe de Champagne |                   |                   | Eudes III de Troyes | Eudes III de Troyes | Eudes III de Troyes   | Eudes III de Troyes   | Eudes III de Troyes   | Eudes III de Troyes   |                       |                       | Hugues Ier | Hugues Ier | Hugues Ier | Hugues Ier | Hugues Ier               | Hugues Ier               |                          |                          | Élisabeth de Bourgogne   | Élisabeth de Bourgogne   | Élisabeth de Bourgogne  | Élisabeth de Bourgogne  | Élisabeth de Bourgogne      | Élisabeth de Bourgogne      |                             |                             | Hugues de Beaumont          | Hugues de Beaumont          | Hugues de Beaumont          | Hugues de Beaumont          | Hugues de Beaumont          | Hugues de Beaumont          |                             |                             | Mathilde de La Ferté | Mathilde de La Ferté | Mathilde de La Ferté | Mathilde de La Ferté | Mathilde de La Ferté | Mathilde de La Ferté |  |  |  |  |  |  |  |  |
|  |  |                  |                  |                  |                  |                  |                  |  |  |                 |                 |                   |                   |                   |                   |                   |                   |                      |                      |                      |                      |                      |                      |                       |                       |                       |                       |                       |                       |                     |                     |                     |                     |                      |                      |                       |                       |                       |                       |                       |                       |                   |                   |                     |                     |                       |                       |                       |                       |                       |                       |            |            |            |            |                          |                          |                          |                          |                          |                          |                         |                         |                             |                             |                             |                             |                             |                             |                             |                             |                             |                             |                             |                             |                      |                      |                      |                      |                      |                      |  |  |  |  |  |  |  |  |
|  |  |                  |                  |                  |                  |                  |                  |  |  |                 |                 |                   |                   |                   |                   |                   |                   |                      |                      |                      |                      |                      |                      |                       |                       |                       |                       |                       |                       |                     |                     |                     |                     |                      |                      |                       |                       |                       |                       |                       |                       |                   |                   |                     |                     |                       |                       |                       |                       |                       |                       |            |            |            |            |                          |                          | Eudes Ier de Champlitte  | Eudes Ier de Champlitte  | Eudes Ier de Champlitte  | Eudes Ier de Champlitte  | Eudes Ier de Champlitte | Eudes Ier de Champlitte |                             |                             |                             |                             |                             |                             | Sybille de Laferté-sur-Aube | Sybille de Laferté-sur-Aube | Sybille de Laferté-sur-Aube | Sybille de Laferté-sur-Aube | Sybille de Laferté-sur-Aube | Sybille de Laferté-sur-Aube |                      |                      |                      |                      |                      |                      |  |  |  |  |  |  |  |  |
|  |  |                  |                  |                  |                  |                  |                  |  |  |                 |                 |                   |                   |                   |                   |                   |                   |                      |                      |                      |                      |                      |                      |                       |                       |                       |                       |                       |                       |                     |                     |                     |                     |                      |                      |                       |                       |                       |                       |                       |                       |                   |                   |                     |                     |                       |                       |                       |                       |                       |                       |            |            |            |            |                          |                          | Eudes Ier de Champlitte  | Eudes Ier de Champlitte  | Eudes Ier de Champlitte  | Eudes Ier de Champlitte  | Eudes Ier de Champlitte | Eudes Ier de Champlitte |                             |                             |                             |                             |                             |                             | Sybille de Laferté-sur-Aube | Sybille de Laferté-sur-Aube | Sybille de Laferté-sur-Aube | Sybille de Laferté-sur-Aube | Sybille de Laferté-sur-Aube | Sybille de Laferté-sur-Aube |                      |                      |                      |                      |                      |                      |  |  |  |  |  |  |  |  |
|  |  |                  |                  |                  |                  |                  |                  |  |  |                 |                 |                   |                   |                   |                   |                   |                   |                      |                      |                      |                      |                      |                      |                       |                       |                       |                       |                       |                       |                     |                     |                     |                     |                      |                      |                       |                       |                       |                       |                       |                       |                   |                   |                     |                     |                       |                       |                       |                       |                       |                       |            |            |            |            |                          |                          |                          |                          |                          |                          |                         |                         |                             |                             |                             |                             |                             |                             |                             |                             |                             |                             |                             |                             |                      |                      |                      |                      |                      |                      |  |  |  |  |  |  |  |  |
|  |  |                  |                  |                  |                  |                  |                  |  |  |                 |                 |                   |                   |                   |                   |                   |                   |                      |                      |                      |                      |                      |                      |                       |                       |                       |                       |                       |                       |                     |                     |                     |                     |                      |                      |                       |                       |                       |                       |                       |                       |                   |                   |                     |                     |                       |                       |                       |                       |                       |                       |            |            |            |            |                          |                          |                          |                          |                          |                          |                         |                         |                             |                             |                             |                             |                             |                             |                             |                             |                             |                             |                             |                             |                      |                      |                      |                      |                      |                      |  |  |  |  |  |  |  |  |
|  |  |                  |                  |                  |                  |                  |                  |  |  |                 |                 |                   |                   |                   |                   |                   |                   |                      |                      |                      |                      |                      |                      |                       |                       |                       |                       |                       |                       |                     |                     |                     |                     |                      |                      |                       |                       |                       |                       |                       |                       |                   |                   |                     |                     |                       |                       |                       |                       |                       |                       |            |            |            |            | Eudes II de Champlitte   | Eudes II de Champlitte   | Eudes II de Champlitte   | Eudes II de Champlitte   | Eudes II de Champlitte   | Eudes II de Champlitte   |                         |                         | Guillaume Ier de Champlitte | Guillaume Ier de Champlitte | Guillaume Ier de Champlitte | Guillaume Ier de Champlitte | Guillaume Ier de Champlitte | Guillaume Ier de Champlitte |                             |                             | Louis de Champlitte         | Louis de Champlitte         | Louis de Champlitte         | Louis de Champlitte         | Louis de Champlitte  | Louis de Champlitte  |                      |                      |                      |                      |  |  |  |  |  |  |  |  |
|  |  |                  |                  |                  |                  |                  |                  |  |  |                 |                 |                   |                   |                   |                   |                   |                   |                      |                      |                      |                      |                      |                      |                       |                       |                       |                       |                       |                       |                     |                     |                     |                     |                      |                      |                       |                       |                       |                       |                       |                       |                   |                   |                     |                     |                       |                       |                       |                       |                       |                       |            |            |            |            | Eudes II de Champlitte   | Eudes II de Champlitte   | Eudes II de Champlitte   | Eudes II de Champlitte   | Eudes II de Champlitte   | Eudes II de Champlitte   |                         |                         | Guillaume Ier de Champlitte | Guillaume Ier de Champlitte | Guillaume Ier de Champlitte | Guillaume Ier de Champlitte | Guillaume Ier de Champlitte | Guillaume Ier de Champlitte |                             |                             | Louis de Champlitte         | Louis de Champlitte         | Louis de Champlitte         | Louis de Champlitte         | Louis de Champlitte  | Louis de Champlitte  |                      |                      |                      |                      |  |  |  |  |  |  |  |  |